# 獨木舟冰原島峰
77°59′S 161°17′E / 77.983°S 161.283°E
獨木舟冰原島峰（英語：Canoe Nunatak），是南極洲的冰原島峰，位於維多利亞地的斯科特海岸，長2公里、寬0.4公里，處於布萊克韋爾德山東南面4公里，現時由南極條約體系管理。